# Command and Conquer : Soleil de Tiberium
Command and Conquer : Soleil de Tiberium (« Command & Conquer: Tiberian Sun » en version originale) est un jeu vidéo de stratégie temps réel sorti en 1999 sur PC. Le jeu a été développé par Westwood Studios puis édité par Electronic Arts. Cet épisode sera le dernier de la série, réalisé par Westwood Studios, avant sa fermeture en 2003.
Une extension, Missions Hydre, également développée par Westwood Studios est sortie en mars 2000.
Le 12 février 2010, Electronic Arts a placé le jeu et son extension en téléchargement gratuit.

## Scénario
Le scénario est plus élaboré que dans les précédents jeux. L'action prend place environ trente ans après la fin du Conflit du Tiberium. Le 2 septembre 2030, Kane, que tout le monde croyait mort dans la destruction du Temple du Nod à l'issue de la précédente guerre, réapparaît et lance sa Confrérie du Nod contre le Groupement de Défense International. Il prétend avoir vu l'avenir de l'humanité mêlé avec le tiberium.
Le joueur interprète un personnage dans chaque campagne (Anton Slavik pour le Nod et Mc Neil pour le GDI).
L'univers de Command and Conquer : Soleil de Tiberium est le plus sombre de la série.

## Développement
L'équipe de développement, composée de vingt cinq membres permanents et de quinze membres à temps partiel, commença à travailler sur le projet vers mi-1996, juste après Alerte rouge. Leur but dans ce nouvel opus était de conserver le gameplay et l'ambiance du Command and Conquer original ; par chance, il s'agissait quasiment entièrement de la même équipe. Les développeurs ont tout de même modifié la vue pour une trois-quart plongée donnant un meilleur effet de perspective, sans utiliser la vraie 3D polygonale, trop gourmande pour l'époque. Il leur a été difficile de satisfaire à la fois les joueurs de Alerte rouge et leurs propres intentions car tous imaginaient des améliorations possibles très différentes. Le projet se serait vite transformé en échec car l'exploration de chaque idée aurait pris trop de temps et transformé trop profondément l'esprit du jeu. Ainsi, certaines améliorations, déjà prêtes et fonctionnelles, ont été supprimées car elle ne correspondaient pas avec le reste : c'est le cas par exemple d'un système qui aurait permis de choisir, avant le début d'une mission, les unités qui seront larguées pour la bataille (un peu comme dans Warzone 2100).
L'équilibrage des deux camps n'a pris que trois mois, ce qui est peu en comparaison des six mois qu'il a fallu pour C&C et des quatre de Alerte rouge. Les développeurs ont utilisé deux approches ; tout d'abord une approche « scientifique » : « si l'on fait s'affronter 1000 $ d'unités des deux camps, les dommages causés doivent être équivalents » ; puis une plus « artistique », en jouant, modifiant légèrement un ou deux paramètres et rejouant inlassablement des centaines de parties.
Alors que les premières versions étaient fonctionnelles, il apparut que certaines missions n'étaient pas suffisamment explicites dans leur déroulement. Certains messages donnant des indications pendant une mission devaient être doublés à l'origine, mais la planification n'a pas permis de nouvelles sessions d'enregistrements, ni de revoir le design de ces missions. Le jeu aura finalement neuf mois de retard sur le planning. Brett Sperry (game designer et fondateur de Westwood Studios) a d'ailleurs une manière toute à lui d'estimer les dates de sortie : « Quand vous ajoutez une nouvelle technologie fondamentale à un projet, il faut décaler la sortie estimée de 90 jours. Quand vous en ajoutez deux, il faut compter un an et pour trois ou plus, on ne peut pas prévoir de date de sortie. ». Soleil de Tiberium inclut trois nouvelles technologies :
- le passage du moteur en 2D à une pseudo-3D. Cela rendit plus complexe à développer la destruction des ponts, la recherche de chemin, l'IA, le Z-buffering, le comportement des unités ;
- le moteur de script a été très amélioré pour permettre de libérer l'imagination des game designers, mais entraînant par là de longues séances de débuggage ;
- l'IA et le comportement des unités a été complètement revu.

### Les missions
La création des missions suit un processus très strict qui s'améliore à chaque jeu :
- tout commence par une proposition de mission de deux à trois pages : elle inclut le nom de la mission, le camp, la difficulté, la taille de la carte, le type de mission et d'autres détails techniques ; le briefing doit aussi y figurer avec une description de ce que devra être la vidéo d'introduction. Elle précise les informations dont le joueur devra avoir connaissance. Les objectifs de missions sont listés dans leur ordre d'apparition ainsi que les moyens pour les réaliser. Les conditions de victoire et de défaite sont ensuite créées avec la description des vidéos correspondantes. Enfin, sont précisés les messages audios et visuels ;
- la proposition est soumise au lead designer (Adam Isgreen) et au producteur (Rade Stojsavljevic) ;
- une fois validée, le designer fait d'abord une esquisse de la map sur papier, permettant ainsi d'avoir un point de vue global de la carte. Il modélise alors le terrain puis y ajoute les bâtiments, les routes et les arbres ;
- on ajoute les scripts, ce qui prend environ les deux tiers du temps passé à faire la mission.

L'enchaînement des missions a été pensé pour ne pas être répétitif, en mélangeant des missions où l'on doit construire une base, et d'autres où l'on a qu'un nombre limité d'unités. Plusieurs missions comportent des objectifs annexes permettant aux designers de faire varier la difficulté de jeu. L'éditeur de mission utilisé en interne est directement relié au jeu et permet de tester les missions pendant leur création et de déceler les bugs plus rapidement.

### Les séquences vidéos
Westwood Studios possédait son propre studio de tournage — avec un grand écran bleu — et sa propre maison de post-production. Toutes les séquences (avec de vrais acteurs ou générées par ordinateur) sont écrites sous forme de storyboard puis construites. Il a fallu trois mois aux six artistes 3D pour finaliser les décors.
Des problèmes de planification sont apparus pendant la phase de préproduction qui était déjà trop courte. Cependant les délais devaient être tenus car les deux acteurs principaux James Earl Jones et Michael Biehn n'auraient pas été disponibles à une autre date. Le temps alloué pour le tournage de certaines séquences complexes n'a pas été suffisant, obligeant à adapter sur le moment ou à corriger en post-production ; et « ce qui n'est pas planifié et corrigé en post-production prend dix fois plus de temps de d'argent ».
Des problèmes de volume et de transfert des vidéos sont apparus pendant la phase de post-production, mettant à mal le réseau. Les séquences à traiter sur PC étaient numérisées par un système de chez Avid, celles devant passer par une station Silicon Graphics étaient numérisées par un lecteur de bande intégré ; le tout était envoyé sur quatre serveurs, nécessitant plus de 500 Go d'espace disque.
Les vidéos sont maintenant en pleine résolution (en non plus une ligne sur deux comme sur les titres précédents), sur 24-bits de couleurs et en quinze images par seconde surpassant celles de Alerte rouge, Dune 2000 et de Alerte rouge : Retaliation.
Les séquences vidéos ont été réalisées par Joseph D. Kucan, qui interprète également le rôle de Kane, le leader du Nod.

### Le matériel utilisé
Des ordinateurs Pentium Pro et Pentium II, de 200 à 450 MHz double processeurs avec 128 ou 256 Mo de RAM équipés de cartes son Creative Labs tournant sous Windows 95, 98 ou NT. Il a aussi fallu des stations de travail SGI 02 équipées de cartes accélératrices BlueICE.

#### Les logiciels utilisés
Microsoft Visual C++, Lightwave, 3D Studio Max, Discreet Flint, Adobe Photoshop, Adobe After Effects, Adobe Illustrator, Avid Media Composer, FileMaker Pro, Deluxe Paint.

### Les innovations
Le relief et l'éclairage changent en fonction de la nuit ou du jour, mais le jeu reste en 3D isométrique (moteur utilisant des voxels).
Le jeu présente aussi un système de briefing où le joueur est totalement absent.
La barre latérale, présente depuis le premier C&C et même Dune II : La Bataille d'Arrakis, a été améliorée par l'ajout d'une file d'attente  de production de cinq places par usine, de points de contrôle (waypoints) et la gestion de la consommation d'énergie.
Les armes lourdes peuvent modifier la structure du terrain en creusant des cratères ; c'est ce que le producteur Rade Stojsavljevic appelle « un champ de bataille dynamique » où « le joueur altère l'environnement ». Ce concept de bataille dynamique n'a selon lui pas été assez exploité ; par exemple, un joueur aurait pu mettre le feu à une forêt pour passer au travers, mais cela posait des problèmes de path-finding.
Les clans et tops players
Les meilleurs joueurs appartenaient à des clans. Les clans regroupaient au maximum 20 joueurs. Les meilleurs clans français de l’epoque étaient DOOM puis par la suite DOOM2 et en dernier lieu le clan ENFER. Ce dernier regroupait les meilleurs joueurs francophones dont le fameux Darkalone (français), Ace00987 (Anglais), Comet (Russe) et bien d’autres. 

## Unités

### Global Defense Initiative (G.D.I.)
- Infanterie
  - Infanterie légère : c'est l'unité de base. Elle est armée d'un fusil d'assaut et possède un équipement de protection contre les balles de faible calibre et les éclats. Elle est donc capable de venir à bout des autres unités d'infanterie et des véhicules blindés ne disposant pas d'armements anti-personnel efficace. En revanche, cette unité est vulnérable aux balles des mitrailleuses lourdes, au laser et très vulnérable, aux obus d'artillerie et aux flammes ;
  - Discobole : unité d'infanterie moyenne armé de grenades aérodynamiques en forme de disque. Cette unité possède une puissance de feu capable d'infliger des dégâts sévères à tout type d'infanterie voire aux cyborgs du NOD. Elle dispose aussi d'une assez bonne capacité anti-char en étant en mesure d'infliger des dégâts moyens à tout type de véhicules (notamment ceux dépourvus d'armement anti-personnel). En revanche, elle est assez lente et moins protégée que l'Infanterie légère. Logiquement, elle est donc sensible aux mêmes menaces ; mitrailleuse lourde, laser, flammes et obus explosifs ;
  - Infanterie volante : unité d'infanterie lourde aéroportée équipée d'une mitrailleuse lourde. Équipée d'un réacteur individuel, elle peut voler au-dessus de tout type de terrain et son armement est efficace contre tout type d'infanterie et contre les véhicules légèrement blindés. Sa lenteur la rend extrêmement sensible aux défenses sol-air dans les airs et ses faibles équipements de protection en font une cible aisée au sol ;
  - Ingénieur : unité lente et peu protégée capable de s'emparer d'un bâtiment ennemi et de réparer un pont ou un bâtiment ;
- Véhicules :
  - Lycaon : véhicule bipède léger de 2,5 mètres de haut et armé de deux canons mitrailleurs. Son armement est donc principalement orienté dans la lutte anti-personnel où il excelle mais il est aussi efficace contre les véhicules légers. En revanche, son faible blindage ne le protège que très mal des obus d'artillerie et des munitions anti-char ;
  - Titan : véhicule bipède lourd de 7,5 mètres de haut armé d'un canon de 120 mm, le Titan est le blindé de combat principal du G.D.I. grâce à son très puissant blindage qui lui fournit une bonne résistance aux projectiles anti-char ou aux lasers les plus puissants et une excellente protection contre les balles. En effet, son canon de 120 mm, alliant puissance et longue portée, lui permet d'infliger de gros dégâts aux blindés et aux structures adverses tandis que sa masse l'autorise à écraser l'infanterie. Cependant, ce véhicule demeure vulnérable aux attaques aériennes ou à longue portée du fait de sa lenteur ;
  - Aéroglisseur MLRS : véhicule amphibie armé d'un lance-roquette multiple capable d'attaquer des cibles terrestres ou aériennes à longue distance. Ses projectiles sont efficaces contre les véhicules, les aéronefs et les bâtiments. En revanche, l'infanterie y résiste assez bien. De plus, son blindage est trop léger pour le protéger des armes anti-char, des obus d'artillerie et des lasers les plus puissants ;
  - VBT amphibie : véhicule amphibie et assez rapide capble de transporter 5 unités d'infanterie. Il dispose d'un blindage épais lui assurant une bonne protection contre les armes légères et les projectiles anti-char ;
  - Désintégrateur : véhicule doté d'un armement dernier cri reposant sur les vibrations du son. Il est efficace à la fois contre l'infanterie et les véhicules et capables de toucher plusieurs cibles en même temps. Il est également fortement blindé et capable d'écraser l'infanterie ;
  - Mammouth Mk. II : véhicule expérimental qui ne peut être déployé qu'en un seul exemplaire. Il dispose d'un blindage particulièrement efficace contre tous les types de menaces. Son armement principal est un laser performant contre l'infanterie, les véhicules et les bâtiments. Il dispose aussi, comme armement secondaire, d'un lance-missile sol-air. Cependant, ses missiles disposent d'une puissance de feu et d'une portée trop faibles pour réellement inquiéter les aéronefs blindés ou rapides ;
- Aéronefs :
  - Chasseur ORCA : chasseur d'attaque au sol léger et très rapide. Il embarque des munitions anti-char peu efficace contre l'infanterie mais capable de causer des dégâts sérieux aux véhicules et aux structures. Il est en revanche sensible aux missiles sol-air à cause de son faible blindage ;
  - Bombardier ORCA : bombardier lourd, lent mais fortement protégé par un blindage épais. Il assure des missions d'attaque au sol et peut frapper des regroupements d'unités. Ses bombes hautement explosives sont en effet efficaces contre l'infanterie, les véhicules ou les bâtiments. Cet aéronef possède aussi la capacité de survivre à de nombreux tirs d'armes anti-aériennes ;
  - Transporteur ORCA : unité aérienne moyennement blindée capable de saisir une unité terrestre et de la transporter dans les airs ;
  - Cargo ORCA : unité non disponible pour le joueur mais visible dans la campagne. C'est une unité lourde et très protégé qui peut transporter les unités blindées les plus lourdes du G.D.I. en grand nombre ;
  - Transport ORCA : unité non disponible pour le joueur mais visible dans la campagne. C'est un aéronef de transport léger destiné à l'infanterie.

### Confrérie de NOD
- Infanterie :
  - Infanterie légère : voir unité G.D.I. du même nom ;
  - Infanterie lance-roquette : unité d'infanterie moyenne armée d'un lance-roquette. Cette arme permet de toucher des cibles terrestres ou aériennes. Elle est très efficace contre l'infanterie et donne ses meilleurs résultats contre les véhicules et les aéronefs légers. Peu protégée, l'Infanterie lance-roquette est vulnérable aux balles, aux obus explosifs, aux flammes et aux lasers ;
  - Ingénieur : voir unité G.D.I. du même nom ;
  - Cyborg : unité d'infanterie lourde issu de la fusion d'un homme et d'un robot. Elle est ainsi capable de résister aux tirs de mitrailleuses mais est devenue la cible des armes anti-char. Elle est capable d'infliger de lourds dégâts à toutes les unités d'infanterie et demeure dangereuse contre les véhicules légers. Elle se régénère dans le tiberium ;
  - Commando cyborg : unité cyborg d'élite sélectionnée parmi les meilleures unités d'infanterie cyborg. Son armement est modifié et la mitrailleuse lourde est remplacée par un lance-plasma capable de percer tous les types de blindage en quelques coups. Ses protections sont aussi augmentées pour lui assurer un important taux de survie contre tous les types de projectiles. Il se régénère dans le tiberium mais ne peut être construit qu'en un seul exemplaire ;
- Véhicules :
  - Jeep tout-terrain : la Jeep tout-terrain est un véhicule rapide armé d'une mitrailleuse lourde qui lui confère la même puissance de feu que le Lycaon pour une vitesse supérieure et un blindage identique. De manière également similaire, ce véhicule est vulnérable aux mêmes armes que le lycaon : munition anti-char, obus explosifs et laser ;
  - Moto d'attaque : unité terrestre la plus rapide du jeu, la Moto d'attaque est une unité de reconnaissance armée de roquettes anti-char efficaces contre les véhicules légers. Son faible blindage la rend cependant très vulnérable aux obus de gros calibre. Les armes anti-char et l'infanterie peuvent aussi lui infliger de sérieux dégâts ;
  - Tank Scarabée : char de combat principal du NOD, ce blindé léger est armé d'un canon anti-char de faible calibre à cadence de tirs assez élevée. Ainsi, il souffre d'un manque de puissance de feu contre l'infanterie (même s'il peut l'écraser) et est surtout efficace contre les véhicules légers. De plus, son blindage léger le rend sensible aux tirs d'armes lourdes ou spécialement destinées aux véhicules. Pour pallier cette faiblesse, le Tank Scarabée peut creuser le sol pour partiellement s'enterrer et ainsi améliorer ses défenses ;
  - Tank furtif : blindé léger capable de se rendre invisible (sauf à l'infanterie et aux défenses des bases). Il est armé d'un lance-roquette multiple sol-air et sol-sol qui lui permet d'infliger des dégâts moyens aux véhicules légers et même à l'infanterie. Comme pour les autres unités du NOD, son blindage léger en fait une bonne cible pour les armes anti-char, les obus explosifs et les lasers puissants ;
  - Tank Langue-de-diable : char fouisseur équipé de lance-flammes et d'un dispositif lui permettant de creuser sous terre pour se déplacer. Ce mode de déplacement lui permet de surgir dans les bases ennemies sans pouvoir être attaqué avant sa remontée. Son lance-flamme est redoutable contre l'infanterie, les bâtiments voire les véhicules légers. En revanche, les armes lourdes ont facilement raison de ce blindé faiblement protégé ;
  - Artillerie mobile : canon monté sur une plate-forme mobile relativement rapide. Il tire des obus explosifs de gros calibre pouvant infliger de sévères dégâts à toutes les unités à très longue distance. Cette unité est aussi capable de creuser le sol par ses tirs ;
  - Dépanneuse : unité légère capable de réparer les unités mécaniques endommagées ;
- Aéronefs :
  - Frelon : hélicoptère équipé d'un canon mitrailleur. Il est efficace contre l'infanterie et les véhicules légers. Il est aussi doté d'un blindage assez résistant pour survivre à plusieurs tirs de missiles sol-air ;
  - Banshee : bombardier léger et rapide armé d'un lance-plasma. Il peut ainsi infliger de lourds dégâts à toute unité et rapidement s'éloigner de la zone de sa frappe. En revanche, sa faible protection supporte assez mal les tirs d'armes anti-aériennes même si sa vitesse lui permet d'être exposé peu de temps.

### Mutants
- Infanterie : les unités mutantes utilisent principalement de l'infanterie peu armée (fusil et parfois fusil d'assaut ou lance-roquette) et peu protégée et donc vulnérable à toutes les armes existantes. Cependant, les Mutants disposent aussi d'unités plus sophistiquées et beaucoup mieux armées :
  - Infanterie type Umagaan : unité d'infanterie utilisant le même armement que l'unité Umagaan. Elle est capable d'éliminer n'importe quelle unité d'infanterie en un seul coup mais est totalement inefficace contre les véhicules ;
  - Chasseur fantôme : unité d'infanterie d'élite équipé d'un fusil à rayon laser redoutable contre l'infanterie aussi bien que contre les véhicules. En outre, le Chasseur fantôme dispose de charges de C4 qui peuvent détruire tous les bâtiments ;
  - Voleur mutant : unité peu protégée mais très rapide capable de voler toutes les unités mécaniques et de les conduire. Quand le véhicule est détruit, le Voleur mutant survit et peut s'en prendre à une autre unité ;
  - Ennemis tibériens : des affinités existent parfois entre les Mutants et ces étranges créatures qui peuplent les champs de tiberium. Quoi qu'il en soit, les ennemis tibériens sont redoutables contre l'infanterie et efficace et les véhicules légers. De plus, ils se régénèrent très rapidement dans le tiberium ;
  - Infanterie légère : dans la mission du NOD où se déroule l'attaque de la grande base mutante, ce sont des unités identiques à celles du G.D.I. ;
- Véhicules : comme pour leur infanterie, les Mutants utilisent des moyens de récupération pour se fabriquer des véhicules militaires. Ainsi, des bus, des camions ou des voitures peuvent être équipés de roquettes anti-char ou de canons similaires à ceux de la Moto d'Attaque ou du Tank Scarabée du NOD. Cela les rend dangereux au moins pour les véhicules légers. Selon la qualité du blindage adoptée, ces unités sont plus ou moins résistantes. Quelques véhicules plus spécifiques sont aussi utilisés par les Mutants :
  - Jeep tout-terrain : dans la mission du NOD où se déroule l'attaque de la grande base mutante, ce sont des unités identiques à celles du NOD ;
  - Tank Mammouth : vieille unité du G.D.I. remise en état par les Mutants. Souffrant d'une certaine lenteur, ce char lourd compense par un blindage très performant, une très bonne puissance de feu basée sur son double canon et par une capacité longue-portée et anti-aérienne fondée sur ses roquettes sol-air et sol-sol. De plus, le Tank Mammouth dispose d'une capacité d'auto-réparation ;
- Aéronefs :
  - Frelon : dans la mission du NOD où se déroule l'attaque de la grande base mutante, ce sont des unités identiques à celles du NOD.

## Extension
Seule extension officielle, Missions Hydre (« Firestorm » en version originale) est sortie le 16 mars 2000 en Europe. Elle ajoute quelques unités et une campagne qui permet de mieux comprendre le scénario de Soleil de Tiberium.

## Accueil

### Soleil de Tiberium
| Command & Conquer : Soleil de Tiberium |      |       |
| Média                                  | Pays | Notes |
| Computer Gaming World                  | US   | 4/5   |
| Cyber Stratège                         | FR   | 3.5/5 |
| GameSpot                               | US   | 79 %  |
| Gen4                                   | FR   | 6/6   |
| Joystick                               | FR   | 83 %  |
| PC Zone                                | UK   | 90 %  |

Le jeu s'est vendu à plus de 1,5 million d'exemplaires en un an, battant ainsi le record de ventes chez Electronic Arts détenu depuis 17 ans.

### Missions Hydre
| Mission Hydre         |      |       |
| Média                 | Pays | Notes |
| Computer Gaming World | US   | 3/5   |
| GameSpot              | US   | 76 %  |
| Gen4                  | FR   | 4/6   |
| Joystick              | FR   | 83 %  |
| PC Zone               | GB   | 58 %  |